# Konstantin Kisin

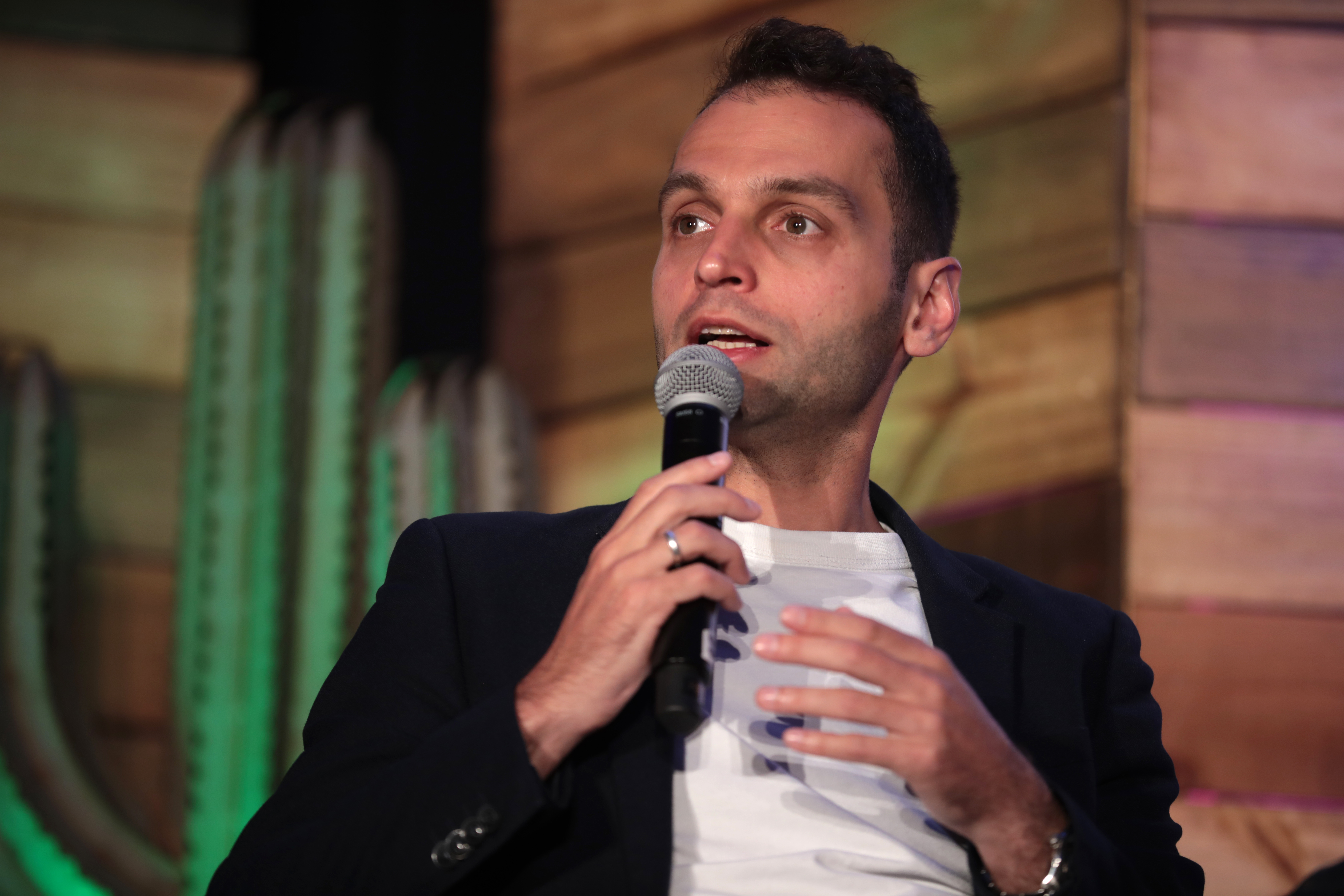

Konstantin Vadimovich Kisin (russisch Константин Вадимович Кисин; * 25. Dezember 1982) ist ein britisch-russischer Satiriker, Autor, Übersetzer, Meinungsmacher und Co-Moderator (mit Francis Foster) des Triggernometry-Podcasts. Kisin hat für mehrere Zeitschriften geschrieben, darunter Quillette, The Spectator, The Daily Telegraph und Standpoint; er saß auch auf dem Podium der BBC-Politsendung Question Time und wurde von Fernsehsendern wie BBC, Sky News und GB News interviewt. Er spricht und schreibt über Themen im Zusammenhang mit technischer Zensur, Comedy und der Woke Bewegung.

## Kindheit und Ausbildung
Kisin wurde im Moskau der Sowjetunion als Sohn der damals 18- und 20-jährigen Marina und Wadim geboren und wuchs in der UdSSR auf. Seine Erfahrungen in diesem Land prägen seine heutige politische Weltanschauung. Er ist russischer, griechischer und jüdischer Abstammung. Kisins Eltern waren halb-orthodoxe Christen, sein Großvater väterlicherseits war ein säkularer Jude. Kisin hat sich früher als Jude bezeichnet. Im Alter von 11 Jahren zog er in das Vereinigte Königreich. Er besuchte das Internat Clifton College und anschließend die Universität Edinburgh, die er jedoch vor Abschluss seines Studiums verließ.

## Wirken

### Übersetzer und Dolmetscher
Kisin hat als Übersetzer für Russisch-Englisch in den Bereichen Recht, Finanzen und Videospiele sowie als Dolmetscher gearbeitet und hält regelmäßig Vorträge über die geschäftliche Seite des Übersetzens.

### Podcasting
Seit April 2018 ist Kisin Co-Moderator (mit Francis Foster) von Triggernometry, einem YouTube-Kanal und Podcast. Das Hauptformat des Kanals ist das aufgezeichnete Interview; der Kanal bezeichnet sich selbst als „ehrliche Gespräche mit faszinierenden Menschen“, und wurde von The Times als „anti-woke“ und von openDemocracy als „hard-right“ bezeichnet.
Der Podcast wurde vom Daily Telegraph als einer der „20 besten Eskapismus-Podcasts“ im Jahr 2020 bezeichnet.

### Komiker
2019 nahm Kisin mit seiner Show Orwell That Ends Well am Edinburgh Festival Fringe teil und erhielt gemischte Kritiken. Der Daily Telegraph nahm die Show in seine Liste der besten Comedy-Shows des Edinburgh Festivals auf. The Student beschrieb es als „urkomisch und erfrischend“, und das Fest Magazine nannte es „unüberlegten, reaktionären Unsinn“. The Jewish Chronicle bezeichnete Kisin als „Antagonisten“ und bewertete die Sendung mit 2 von 5 Punkten.

### Politischer Kommentator

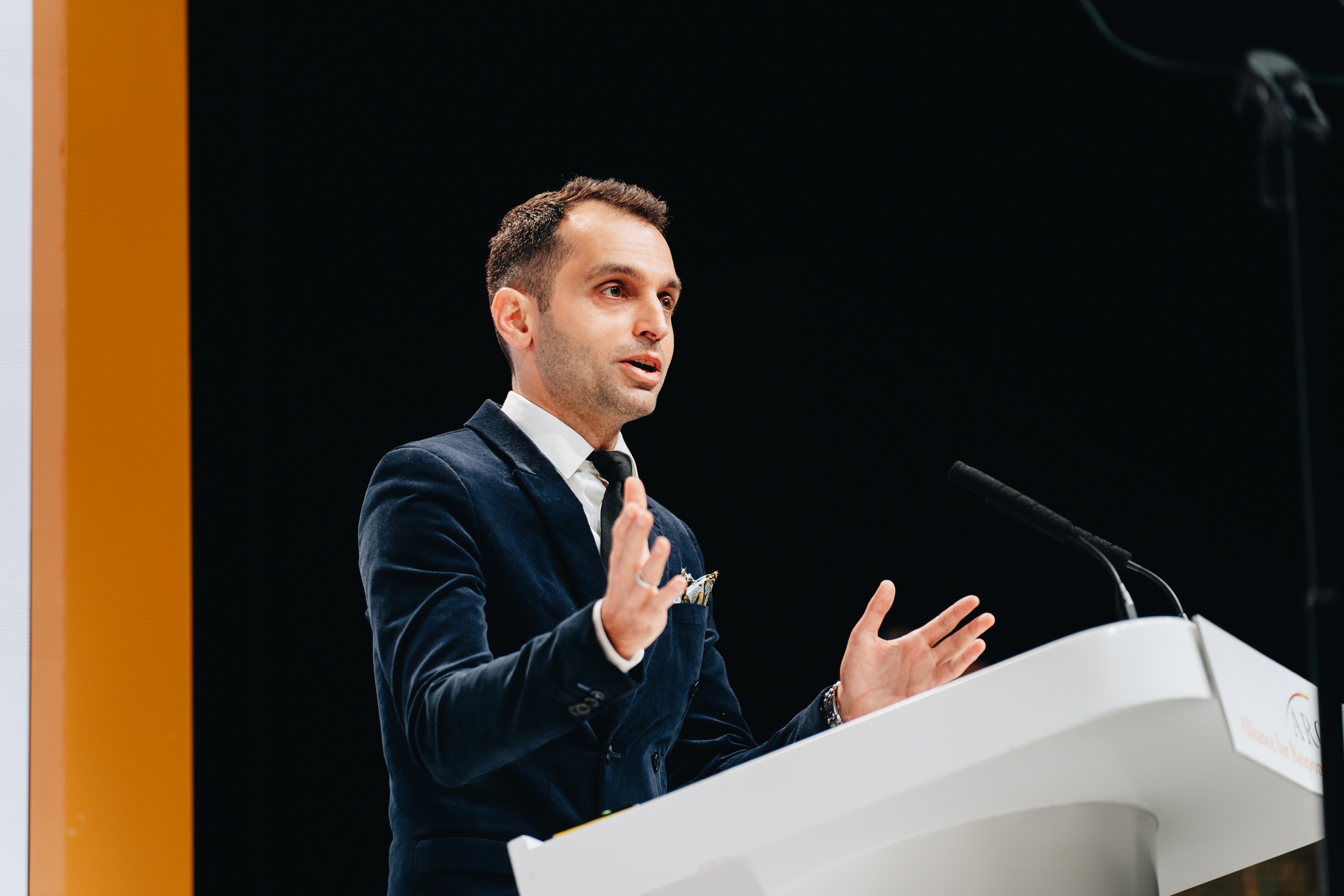
Kisin in Greenwich, London, UK, 31. Oktober 2023

Im März 2022 trat Kisin in der ersten Ausgabe der BBC-Fragestunde nach der russischen Invasion in der Ukraine als Diskussionsteilnehmer auf. Er beschrieb, dass er sich für sein Geburtsland Russland schämt, und sprach über die Bombardierungen, denen seine Familie in der Ukraine ausgesetzt war.
Kisins 2023 gehaltene Rede bei der Oxford Union Student Debating Society, in der er den Antrag „Woke Culture HAS Gone Too Far“ befürwortete, ging viral. Ein Artikel von Will Lloyd im New Statesman lobte Kisins Rede als „nicht banal, nicht von vorhersehbaren Kulturkampf-Parolen belastet“, kam aber zu dem Schluss, dass „Kisins Beobachtungen zu Politik und Geschichte relativ banal sind“.

### Autor
Kisin ist der Autor des Buches An Immigrant's Love Letter to the West, das in der ersten Woche seines Erscheinens ein Bestseller der Sunday Times wurde. In einer Rezension im Daily Telegraph vom Juli 2022 schreibt Douglas Murray: „Kisin fragt, warum die Menschen im Westen so oft auf ihr Glück spucken.“

## Bücher
- An Immigrant's Love Letter to the West (2022)